# Labata
Labata es una localidad de la comarca Hoya de Huesca que pertenece al municipio de Casbas de Huesca en la Provincia de Huesca. Está situada en el parque natural de la Sierra y los Cañones de Guara, al borde del río Calcón a 29 km al Noreste de Huesca y tiene acceso desde Casbas de Huesca por la carretera A-1228.

## Historia
- El día 4 de diciembre de 1097 se cita al señor Galindo Dat en "Lavata" (UBIETO ARTETA, Colección diplomática de Pedro I, n.º.41,p.269)
- 1097-1192 presentaba tenentes, por lo que era de realengo (UBIETO ARTETA, Los tenentes, p.145)
- En marzo de 1099 el rey Pedro I de Aragón confirmó al monasterio de Montearagón la iglesia de "Lavata" (UBIETO ARTETA, Colección diplomática de Pedro I, n.º 62, p. 298)
- El 1 de septiembre de 1101 el rey Pedro I de Aragón dio a García Íñiguez unas casas y casales, con sus heredades, sitas en "Lavata" (UBIETO ARTETA, Colección diplomática de Pedro I, n.º 102, p. 353-354)
- En el año 1414 era de la orden del Hospital (RIUS, Rationes, p.24)
- Eb el año 1495 tenía 25 fuegos
- En el año 1566 era de la orden de San Juan de Hospital (DURÁN, Un informe, p.295)
- En el año 1834 tenía Ayuntamiento propio
- En el año 1845 contaba con:
  - 70 casas, 21 vecinos y 130 Almas
  - Casa consistorial
  - Cárcel
  - Escuela de primera educación frecuentada por 24 alumnos dotada con:
    - 200 reales
    - Una fanega de mistura
    - Un cántaro de vino y una carga de leña por cada discípulo
- Un horno público de cocer pan
- 1960-1970 se incorpora a Casbas de Huesca
- En 1996 se retoma la Asociación cultural Labatense que acerca la cultura y el entretenimiento al pueblo de Labata.

Ganando  dos pajaritas, en el área  de cultura, en el certamen de Altoaragoneses del año, organizado por el Diario del Alto Aragón.
- 2007 Se crea el blog actualmente llamado "Labata en un clic" donde se escribe la historia de Labata http://labata.blogspot.com/
- 2014 Se crea la fanpágina de Facebook llamada "Villa de Labata" donde se escribe toda la actualidad de Labata https://www.facebook.com/villade.labata/

## Demografía
| Gráfica de evolución demográfica de Labata entre 1842 y 1960 |
| |
| Población de derecho según los censos de población del INE Población de hecho según los censos de población del INEEntre el censo de 1970 y el anterior, este municipio desaparece porque se integra en el municipio Casbas de Huesca |

## Monumentos
- Iglesia parroquial dedicada a San Mateo S XVIII
- Azud de la Virgen del Río (Río Formiga)
- Ermita de Nuestra Señora del Río, en la confluencia de los ríos Formiga y Calcón (en ruinas)
- Ermita de Santa Lucía
- Ermita de Santa Cruz (en ruinas)
- Ermita de San Salvador, sita en el monte homónimo (en ruinas)
- Torreón
- Restos de muralla y castillo
- Silos del siglo XIII
- Molino del Torno
- Peña O.Bozo (Piedra Sagrada)
- Peña del Moro (Piedra Sagrada)
- Peña Santa Lucía (Piedra Sagrada)
- Peña San Chil (Piedra Sagrada)
- Piedra Recuengos (Piedra Sagrada)
- Agujeros de los moros (Peña Mota)
- Minas de cobre
- Fuente lavadero de la Villa S-XVII

## Cultura
- Puertas con arcada de piedra, algunas fachadas con escudos de armas "BESCÓS, MUR, BROTO, BARA, VIÑUALES..."
- Posible enclave iberorromano
- Tradicionales coplillas a San Mateo el día 21 de septiembre al amanecer por las calles.

## Deportes
- El segundo fin de semana de noviembre se celebra la cicloturista BTT " Valle de la Gloria "

## Personas célebres nacidas en Labata
- Lic. Estanislao Tricas Sipán (n.7 de mayo de 1882). Teólogo y naturalista